# 公傷制度
公傷制度（こうしょうせいど）は、大相撲にかつて存在した、負傷休場した横綱以外の力士に対する救済措置である。
横綱以外の力士が、本場所の取組において発生した怪我による休場については、通常の休場（休みの日数によっては負け越し扱い）とはしないようにする制度であった。公傷が認められた場合、その場所は休みを負けに換算して番付を編成するが、次の場所は休場しても、その次の場所は同じ地位に留まれる。公傷は1回の怪我につき、1場所までの全休が認められた。

## 概説

### 制度発足以前
昭和32年（1957年）に11月場所（九州場所）が行われるようになるまで、大相撲の本場所は年2～4場所制だったため、制度の必要性は皆無に等しかった。
例えば1年休んだ場合、現在では6場所もの長期休場となるが、昭和20年代までの休場期間は長くても2～4場所でしかなかったため、番付的にはよほどの重症でもない限り挽回可能だった。その後昭和33年（1958年）に7月場所(名古屋場所)も始まって年6場所制となったことで、負傷による休場の影響が大きく出るようになっていった。
昭和46年（1971年）になると、7月場所で、藤ノ川と増位山が相次いで負傷し、回復不十分のまま翌9月場所に強行出場、同年10月11日、横綱玉の海が急病により現役のまま死去、11月場所で、元小結でその場所前頭4枚目の龍虎が左アキレス腱断裂で長期休場を余儀なくされ、休んでいる間に幕下42枚目まで番付を下げた。
昭和46年12月1日には八百長問題、暴力団とのかかわり、力士の健康問題等、協会の抱える諸々の問題点が国会で追及された。

### 制度発足
こうした出来事をきっかけに、昭和46年12月20日~22日の理事会で公傷制度の導入が決定し、翌昭和47年（1972年）1月場所から施行された。最初の適用者は同年5月場所の、幕下の宍戸であった。宍戸は同年3月場所の対朝ノ花（のち若三杉、横綱2代若乃花）戦で右膝関節を脱臼し、初めて公傷が認められた。十両では同年7月場所の鷲羽山、幕内で公傷が初適用された力士は昭和48年（1973年）5月場所の丸山である。公傷の適用は、取組に立ち会った審判委員5人が同意して作成する「現認証明書」と、医師からの診断書を加え、公傷認定委員が協議して公傷の適用の有無を決める。
当時、大相撲以外のプロスポーツには公傷制度がなかったことから適用基準も厳しく、「土俵で立ち上がれたら公傷にはしない」「古傷の再発は公傷にしない」とされた。昭和54年（1979年）5月場所、前場所を肩の脱臼で休場した十両・千代の富士が、公傷の認定がされなかったために場所途中（3日目）から出場した（一説には手続きの不手際とも言われている）。しかしこれをきっかけに、千代の富士は相撲ぶりを出足を重視するものに変え、それがのちに大関及び横綱への昇進につながったと言われている。
また、当初は2場所連続負け越さないと陥落しない大関については公傷制度の適用対象外であったが、徐々に適用範囲が広がり、昭和58年（1983年）5月場所からは大関も公傷制度の適用対象となった。なお大関力士の公傷適用第1号は、同年9月場所8日目の隆の里戦で負傷した朝潮であり、大関で最後に公傷適用されたのは、平成15年（2003年）1月場所5日目の出島戦で負傷した栃東であった。

### 平成時代
平成時代に入ってからは「全治2ヶ月以上の診断書が提出されたら公傷認定」と言われるまでになり（「やたらと全治2ヶ月の診断書が出て来る」ともいわれた）、場所中の休場力士の増加につながったとされた。明らかに仮病と思われる休場まで増えたといい、2023年には現職親方の武蔵川からも当時の仮病の存在が指摘された。このきっかけは、平成4年（1992年）11月場所7日目、東張出大関でこの場所角番の霧島が西張出関脇・水戸泉との取組で右足首靱帯断裂の大怪我を負い翌日から休場、関脇への降下が決定的になったときの事である。この日の取組後に霧島は病院で「全治3か月」と診断され入院したが、この取組の審判長だった佐渡ヶ嶽親方（元横綱・琴櫻）は「霧島は歩いて帰った。公傷は骨が折れるか、筋が切れるかだ」と述べ、現認証明書を作成せず一旦は公傷が認められなかった。しかし後日、提出された診断書で霧島が重傷であることを知った日本相撲協会は、11月19日の理事会において、当日限りとしていた現認証明書の作成を当日を含めた3日以内に規定を改め、11月場所初日にさかのぼって適用することを決めた。これにより霧島は公傷が認定され、西張出関脇に降下した平成5年（1993年）1月場所を全休するものの、翌3月場所も同じ西張出関脇の地位に留まった。しかしこれが結果的に、公傷認定による全休力士が急増する要因にもなった。

### 制度廃止
平成15年（2003年）9月場所後の理事会において、翌年1月場所より公傷制度を廃止することを決定した。当時の理事長北の湖は「原点に返るということ。力士は一層厳しく自己管理に努めてほしい」と述べた。前年7月場所において公傷の7人を含む関取16人が休場したことを協会は重く見ていた。
この廃止前に、公傷制度を維持したまま、運用の改善で凌ぐことも検討されていた。しかし、大関・武双山が平成15年（2003年）3月場所6日目、肩の脱臼による怪我で全治2か月の診断書を提出した上で途中休場（1勝6敗8休）をしたが、審判部委員は公傷適用を認めなかった。その武双山は大関角番になった翌5月場所で初日から強行出場しながらも、同場所の千秋楽で8勝7敗と勝ち越してカド番を脱出した。またその際、武双山の師匠でもある武蔵川理事（元横綱・三重ノ海）が「なぜ武双山の公傷全休を認めなかったのか」と理事会で審判部を追及したが、「必要のない公傷を申請している力士が多数いる」「認めたり認めなかったりしたら、それぞれの力士の師匠に突っ込まれてどうにもならない」という認識が出来る事となる。更に2003年9月場所も武双山が、左肘骨折の負傷による全治2か月の診察で途中休場（1勝5敗9休）するものの、再び公傷認定を却下した。それでも翌11月場所の武双山は9勝6敗と勝越して、又もや角番を回避。こうした事情を背景として、結局公傷制度の廃止決定に至った。（武双山は大関座位時の平成14年5月場所9勝3敗で迎えた13日目に旭天鵬戦で怪我をして翌日から休場。翌平成14年7月場所は公傷が認められ全休となり、前場所勝ち越しを決めてからの休場の為大関カド番にはならなかった。因みに公傷制度があった時代は唯一大関勝ち越しでの公傷適用であった。）
なお公傷撤廃の際に、救済措置として2004年1月場所より幕内の定員が40人から42人に、十両の定員が26人から28人に、それぞれ増やすことも決定した。北の湖は大関についてこのとき「公傷なし、3場所連続負け越しで降下、翌場所11勝以上で再昇進」案を出したが、一部理事からの反発が強く、実現しなかった。
最後に適用された力士は2003年11月場所を途中休場し翌1月場所を全休した琴ノ若。公傷廃止後、制度不適用の第1号となった力士は平成16年（2004年）1月場所で途中休場した当時十両の若天狼で、若天狼は幕下に陥落した翌場所も全休、番付を大きく下げた。

### 制度廃止以降
しかし公傷制度廃止後も休場者数が目に見えて減ることはなく、そればかりか少しでも番付を落とさないために怪我が治りきらないまま強行出場した結果、さらに怪我を悪化させ逆に長期休場に追い込まれるケースが増加した。
大相撲八百長問題を受け、大相撲新生委員会（委員長＝島村宜伸元農相）が平成23年（2011年）4月15日に相撲協会に提言した8項目の防止案として新たな公傷制度の創設がその1つに含まれていた。 しかしこの日協会幹部と面会した島村委員長は「公傷制度には抵抗があるみたいだ。先送りかな」と述べ、実際の創設には至っていない。
令和時代になってからは貴景勝、栃ノ心がいずれも在位2場所で怪我により大関陥落を喫したことから、ファンの間で公傷制度の復活の必要性が取り沙汰された。
公傷制度を復活させたいとの声は協会にも届いているが、関係者によると現状では困難であるという。所属部屋に近い関係にある医師に頼んで虚偽の診断書を提出して休場した力士がおり、「今後は統一して協会側が指定の医師のみにチェックさせればいいのではないか」との意見については、古傷を傷めたり、元々の持病を患った場合、主治医・専門医でないと診断時に見落としてしまうリスクが存在するため、採用が出来ないという事情が存在する。
2019年12月25日、力士会は相撲協会に公傷制度復活を要望した。要望を受けた協会の尾車事業部長も検討する意向を示した。
2024年1月場所中の記事によると、八角理事長（元横綱・北勝海）は「今は、ケガをしたら番付が落ちるが、頑張ってケガを治してまた番付を上げていくという感覚になっている。それも修行だと思いますけどね。ケガで陥落した大関も少なくないですが、照ノ富士のように序二段まで落ちても力があれば再び横綱まで上がることができる」という回答を示しているとのこと。

### 新型コロナウイルス感染による休場について
新型コロナウイルス感染により番付の下がらない形での休場が認められたケースを「公傷」と呼ぶ場合もある。また、部屋ごと休場の措置が取られた力士は番付が据え置き、または他の力士との兼ね合いで1枚降下となるのがほとんどのケースであり、事実上「みなし公傷」である。2022年7月場所では場所途中での新型コロナウイルス感染による休場が多数見られ、途中休場した時点で勝ち越し・負け越しが確定していなかった力士は据え置き、勝ち越し・負け越ししていた力士は皆勤力士の昇降を鑑みてそれぞれ上昇・下降する方針が取られた。不戦敗で8敗目となった力士は他の皆勤力士の番付昇降との兼ね合いで据え置きないし1枚下降となった。